# Orde van Sint-Tamara
De Orde van heilige koningin Tamara (Georgisch: თამარ მეფის ორდენი) of "T'amar" werd op aangeven van het Comité voor de Onafhankelijkheid van Georgië in 1918 door de Democratische Republiek Georgië ingevoerd. De Orde werd in dat jaar aan het Georgisch Legioen gegeven dat in 1915 was opgericht door het Comité voor de Onafhankelijkheid van Georgië. De orde was vernoemd naar koningin Tamara was een Georgisch vorstin in de vroege 13e eeuw.
Toen Georgië als Georgische Socialistische Sovjetrepubliek in 1922 deel werd van de Sovjet-Unie werd de onderscheiding. In 2009 werd de onderscheiding in het onafhankelijke Georgië opnieuw ingevoerd en wordt sindsdien toegekend aan vrouwen voor hun uitmuntende diensten aan het volk en het vaderland.
De Orde van Sint-Tamara werd vooral aan Duitse militairen die in het door generaal-majoor baron Kreß von Kressenstein aangevoerde Georgische legioen vochten. Turkije was in de Eerste Wereldoorlog een Duitse bondgenoot en vanuit Turkije poogden de Duitsers de Engelse en Russische gebieden op de Kaukasus en ook Perzië te destabiliseren.Het overgrote deel van de officieren was Duits.
Er zijn ongeveer 300 officieren en 2.500 manschappen in de orde opgenomen maar geen van hen heeft in Georgië zelf een onderscheiding ontvangen. Zij ontvingen alleen een diploma met de afbeelding van de door de Duitse luitenant Horst Schliephackster ontworpen ster. Er waren in het door de oorlog zwaar getroffen Georgië geen ter zake kundige juweliers of materialen voor orden beschikbaar. De decoraties werden daarom na 1918 voor rekening van de gedecoreerden zelf door Duitse juweliers vervaardigd maar missen meestal keurstempels. Onder de dragers waren veldmaarschalk Paul von Hindenburg en generaal Erich Ludendorff.
Het versiersel is een zilveren achtpuntige ster met gladde stralen waarop een lichtblauw geëmailleerd medaillon is gelegd. De letters op de ring en het centrale portret van de gekroonde en gesluierde Tamara zijn bij de Ie Klasse van goud. Sommige gerechtigden bestelden bij een Duitse juwelier een goedkope verzilverde en vergulde ster, anderen kochten een luxe uitvoering. Er zijn dan grote kwaliteitsverschillen tussen de verschillende sterren. Op de ring staat in het Georgisch schrift "ქართული ლეგიონი"  en "1915" wat "Georgisch Legioen 1915 betekent. 
- De Ie Klasse draagt een zilveren ster met gouden portret en blauwe emaille.
- De IIe Klasse draagt een zilveren ster met gouden portret op een ongemedailleerde achtergrond.
- De IIIe Klasse draagt een verzilverde ster zonder emaille of vergulde ornamenten.

Het portret past in de iconografie van Tamara. Zij werd in de 13e eeuw op deze wijze, met kroon en sluier, op een muur van het Betaniaklooster bij Tbilisi afgebeeld.
De onduidelijke toestand rond de verlening en productie van een onderscheiding van een al verdwenen staatje zorgt ervoor dat niet bekend is hoeveel onderscheidingen er zijn. Er moeten vele honderden zijn gemaakt want een zilveren ster bracht op een veiling in Londen in 1999 niet meer dan honderd pond op.

## De herstelde orde
De vroegere heersersfamilie van Georgië, de prinsen Bagration uit het koninklijk huis der Bagratiden, heeft de orde in 1942 onder zijn hoede genomen. Prins Irakly werd op verzoek van conservatieve Georgiërs in ballingschap grootmeester van de Orde van Sint-Tamara. Hij had daarvoor toestemming van zijn vader, de Georgische troonpretendent Giorgi XII Bagration verkregen.
De orde werd aan Georgiërs en West-Europa en Amerika toegekend. Onder de dragers waren de pretendent van de Russische troon grootvorst Vladimir Kirillovitsj van Rusland en de Spaanse edelman Francisco de Borbón y Escasany, Hertog van Sevilla.
Na de dood van prins Irakly werd de orde lange tijd niet verleend. De huidige pretendent Giorgi XIII Bagration verleent de Orde van Sint-Tamara weer. De orde kreeg ook statuten, een organisatie en nieuwe versierselen die in kleur van de sterren uit de Eerste Wereldoorlog en het Interbellum verschillen. 
De huidige grootmeester is Davit Bagrationi Mukhran Batonishvili. In Nederland wordt R.A.U. Juchter van Bergen Quast als Rector van de afdeling genoemd. In België is dat Elisabeth de Dorlodot d`Oultremont.
De orde heeft een groot aantal graden en bestuursfuncties. Er is een souverein en grootmeester, een luitenant-grootmeesrer, een maarschalk, een seneschalk, een vice-seneschalk, een provoost, een vice-provoost, een grootkanselier, een kanselier, een secretaris ter Kanselarij, een fiscaal en referendaris, een "sumiller de Corps", 
een zegelbewaarder, een harait en wapenkoning en een geestelijke die grootaalmoezenier van de Orde van Sint-Tamara is. Al deze functies brengen het predicaat "excellentie" met zich en veel van de functionarissen zijn Spaanse, Italiaanse en Georgische edelen.  
Men kan in vier graden in de orde worden opgenomen. Voor verdiensten kent de Orde van Sint-Tamara vijf onderscheidingen. 
Ridders
- Senator Grootkruis
- Ridder Grootkruis

Dames
- Dame-Senator Grootkruis
- Dame Grootkruis

Onderscheidingen verbonden aan de Orde van Sint-Tamara
- senator met Grote Gouden Ster
- senator met de Grote Zilveren Ster
- ridder met de Grote Ster
- militair versiersel met de Grote Ster
- dame senator grootkruis met Gouden Kruis.
- dame senator grootkruis met zilveren Kruis.

De vele rangen en graden zijn ongebruikelijk, de graad van een "senator" is ontleend aan Italiaanse, met name Napolitaanse, voorbeelden zoals de Heilige Militaire Constantijnse Orde van Sint-Joris.

## Gedecoreerde
- Max von Behr

Literatuur
- Catalogus van de veiling van de Foerster collectie (LO9442), Sotheby's Londen 1999